# G. Adolf Arndt
Gustav Adolf Arndt (* 21. Oktober 1849 in Freienwalde/Pommern; † 22. April 1926 in Marburg) war ein deutscher Jurist und Hochschullehrer.

## Leben
Arndt, der einer jüdischen Familie entstammte, besuchte das Köllnische Gymnasium in Berlin. Nach dem Abitur studierte er Rechtswissenschaften an den Universitäten Berlin und Heidelberg. 1872 wurde er an der Universität Berlin promoviert. Nach dem Vorbereitungsdienst ging Arndt zunächst in den Justizdienst. 1876 wurde er zum Kreisrichter in Essen ernannt. 1877 wechselte er vom Justizdienst zur Bergverwaltung. Als Geheimer und Oberbergrat war er bis zur Jahrhundertwende stellvertretender Leiter des Oberbergamtes Halle. Daneben habilitierte er sich 1879 an der Universität Halle, wo er 1893 zum außerordentlichen Professor ernannt wurde.
1900 wurde Arndt als ordentlicher Professor für Staats-, Verwaltungs-, Kolonial-, Kirchen- und Völkerrecht an die Universität Königsberg berufen. 1904/05 war er Rektor der Universität Königsberg. 1912 wurde er emeritiert. 1917–1919 übernahm er einen Lehrauftrag für Staats- und Verwaltungsrecht an der Universität Marburg. Im Dezember 1919 wurde er zum Honorarprofessor an der Universität Marburg ernannt.
Arndt war mit Caroline Arndt, geb. Zabeler, verheiratet. Sie waren die Eltern des sozialdemokratischen Juristen Adolf Arndt (1904–1974) und des Nationalökonomen Helmut Arndt (1911–1997).

## Schriften
- Zur Geschichte und Theorie des Bergregals und der Bergbaufreiheit. Pfeffer, Halle 1879 (Nachdruck. Keip, Frankfurt am Main 1969).
- als Herausgeber: Das Allgemeine Berggesetz für die Preußischen Staaten vom 24. Juni 1865 und die dasselbe ergänzenden und abändernden Reichs- und Landesgesetze. Pfeffer, Halle 1885 (mehrere Ausgaben).
- Bergbau und Bergbaupolitik (= Hand- und Lehrbuch der Staatswissenschaften. Abt. 1: Volkswirtschaftslehre. Bd. 11, ZDB-ID 1214793-x). Hirschfeld, Leipzig 1894.
- Verfassung des Deutschen Reichs. Mit Einleitung und Kommentar. Guttentag, Berlin 1895 (mehrere Ausgaben).
- Das Reichsbeamtengesetz vom 31. März 1873 in der Fassung der Bekanntmachung vom 18. Mai 1907 und seine Ergänzungen (= Sammlung Guttentag. Kommentare und erläuterte Textausgaben. Nr. 137, ZDB-ID 973376-0). Guttentag, Berlin 1908 (mehrere Ausgaben).
- Die Verfassung des Deutschen Reichs vom 11. August 1919. Mit Einleitung und Kommentar (= Guttentag'sche Sammlung deutscher Reichsgesetze. Nr. 137, ZDB-ID 973376-0). de Gruyter, Berlin u. a. 1919 (mehrere Ausgaben).
- Die Verfassung des Freistaats Preußen. Vom 30. November 1920. Mit Einleitung, vollständigem Kommentar, Landeswahlgesetz und Sachregister (= Guttentagsche Sammlung preußischer Reichsgesetze. Nr. 1, ZDB-ID 253574-9). Verein wissenschaftlicher Verleger, Berlin u. a. 1921.